# パトライザー3
『Garaxy Police パトライザー3』（ギャラクシーポリス パトライザースリー）、『Garaxy Police パトライザー3外伝 地球大決戦!!』（ギャラクシーポリス パトライザースリーがいでん ちきゅうだいけっせん）は、阿乱霊が『レモンピープル』に1983年から1993年にかけて描いた短編漫画。全2巻（未完）。
※『Garaxy Police パトライザー3外伝 地球大決戦!!』は単行本化されていない。
緻密な作画（特に女性器）とSM要素の強いグロテスクな描写が特徴。作中作等、当時では珍しい試みも見られる。また女性は性器に軽く触れられるだけで絶頂を迎えることが多くみられる。
銀河連邦警察の組織転覆に翻弄される、警察官達の物語である。

## 登場人物
モニカ・コンジア
本作のヒロイン。パトライザーチームのパイロット。
カスペラ一味の仕掛けた罠にかかり、捜査中に拉致監禁される。輪姦され処女を奪われた挙句、トゲ付きグローブによるフィストファックと硫酸によって性器と子宮を破壊される。後にアンナと共に脱出を図るが、一人で歩けないほどのダメージを受けている。
クリフ・リバーン
パトライザーチーム。パトライザーチームのパイロット。
モニカとは、相思相愛であるが、互いに素直になれず、何かと衝突する。直情的かつ攻撃的な性格の持ち主。
シンシア・ヌレエフ
もう一人のヒロイン。パトライザーチーム。パトライザーチーフリーダー。褐色の肌を持ち、ネグロイドであると思われる。
観光惑星リオでモニカの行方を捜索中、カスペラの部下に急襲され善戦するも、一瞬の隙をつかれ股間に蹴りをくらい悶絶、全裸で四肢拘束される。処女であるにもかかわらず非常に敏感で性器愛撫により何度もアクメを迎えさせられた後、輪姦され、全ての穴を犯される。護身用に携帯していたヒートランチョン（電磁警棒）を挿入されて性器に重傷を負う。クリフに救出され、現在入院治療中。
アンソニー・ステファン
パトライザーチームのパイロット。金髪でプレイボーイタイプのハンサムガイだが出番は少ない。
チヒロ・カンナ
アンソニーの恋人だが、実はネロの送り込んだスパイ。オペレーターの経験がありモニカの代役としてパトライザーチームに加わる。後にクリフにも思いを寄せるようになり、アンソニーとの間で三角関係トラブルが起きる。
ウィスパー・リー・ローラント
ギャラクシーポリスの戦闘機パイロット。クリフの知人。ファイアーヘッド一味との戦闘で撃墜され、負傷したところをクリフに救われる。ヘビースモーカー。
アンジー／アニー
ウィスパーの同僚。ファイアーヘッド一味との戦闘で撃墜され、脱出するも敵ロボットの爪に腹部と股間を刺し貫かれ絶命。
リビアン
ウィスパーの同僚。ファイアーヘッド一味との戦闘でコクピットを潰され戦死。
デラ
ウィスパーの同僚。ファイアーヘッド一味との戦闘でコクピットを潰され戦死。
アレックス
ギャラクシーポリスのパトロイドパイロット。アンソニーの親友。異星人の攻撃部隊との戦闘でピンチに陥り、クリフに連絡する。
レイチェル
ギャラクシーポリス。入院中のシンシアを見舞いに訪れたシンシアの親友。アンソニーと仲違いをしたクリフの前で全裸になって挑発したためヒートランチョンを性器に挿入され、口から泡を吹くまで何度も絶頂させられる。新型機パトライザーG3をクリフ達に提供する。
アンナ・ジョーンズ
暴走族の兄がパトライザーチームに殺されたため、カスペラ一味によるモニカの拉致に協力した。凄惨な凌辱を受けボロボロになったモニカに同情してカスペラに反逆するが失敗し、輪姦される。性器を破壊され、歩くこもままならぬモニカを連れ、カスペラ一味のアジトから脱出を試みる。
カスペラ
暴走族ファイヤーヘッドのリーダー。ハイスクール時代はプレイボーイでモニカの友人を弄んだため、モニカに硫酸で顔の左半分を焼かれてしまう。以来、自分の顔を醜くしたモニカに強い憎しみを抱き、復讐を企てる。
ネロ
ギャラクシーポリス8司令官。チヒロをスパイとして送り込み、カスペラ達を操ってモニカを監禁するなど陰で暗躍。パトライザーの壊滅を狙う黒幕。
エトナス
ゼナール王国の女王。不穏な空気を感じ、愛娘レムリットの子宮へ聖なる宝玉を隠す。和平協定の会議の最中にガザールによって強力な催淫剤を浴びせられ、一瞬にしてアクメを迎えてしまい、為す術もなく犯される。
ユーナス
エトナスの息子。アーリンとは恋仲。
レムリット
エトナスの娘。危機を察した母エトナスにより、胎内に宝玉を託される。宝玉を受け入れるにはまだ身体が未発達だったため、エトナスの手による愛撫で性器をよく濡らしてから宝玉を挿入された。
ガザール
ガザール王国の王。元々は人格者であったが、得体のしれぬ何かに憑依されてしまい、ゼナール王国を侵略する。エトナスに一方的に想いを寄せる。
アーリン皇女
ガザール王の娘。ユーナスに恋するあまり裸になって誘惑するも、アーリンを大切に思うユーナスに拒絶される。

## 書籍
- 第1巻 出版社: 久保書店 (1984/08)
- 第2巻 出版社: 久保書店 (1993/03)